# Metaleptyphantes perexiguus
Metaleptyphantes perexiguus là một loài nhện trong họ Linyphiidae.
Loài này thuộc chi Metaleptyphantes. Metaleptyphantes perexiguus được Eugène Simon & Jean-Louis Fage miêu tả năm 1922.